# Chmielówka (rejon szepetowski)
Chmielówka (ukr. Хмелівка) – wieś w rejonie szepetowskim obwodu chmielnickiego.

## Dwór
- dwór wybudowany w 1867 r. w stylu późnoklasycystycznym przez Ludwika Modrzelewskiego[2].

Urodził się tu Jan Modzelewski – polski fizyk, przedsiębiorca i dyplomata. Długoletni (1919–1938) poseł II Rzeczypospolitej w Szwajcarii.